# Ehlias Louis
Ehlias Louis (25 dicembre 1974) è un ex sciatore alpino statunitense.

## Biografia
Specialista delle prove veloci originario di Park City, Louis esordì in Coppa del Mondo il 22 febbraio 1997 a Garmisch-Partenkirchen in discesa libera (44º), mentre in Nor-Am Cup conquistò l'ultima vittoria il 9 febbraio 1998 a Panorama in discesa libera e l'ultimo podio il 17 marzo successivo a Jackson Hole in supergigante (2º); sempre nel 1998 in Coppa del Mondo ottenne il miglior piazzamento, il 27 novembre ad Aspen in supergigante (27º), e prese per l'ultima volta il via, il 18 dicembre in Val Gardena in discesa libera senza completare la gara. Si ritirò all'inizio della stagione 2000-2001 e la sua ultima gara fu la discesa libera di Coppa Europa disputata il 19 dicembre a Sankt Moritz, non completata da Louis; non prese parte a rassegne olimpiche o iridate.

## Palmarès

### Coppa del Mondo
- Miglior piazzamento in classifica generale: 142º nel 1999

### Nor-Am Cup
- Vincitore della classifica di discesa libera nel 1998
- 6 podi (dati dalla stagione 1994-1995):
  - 1 vittoria
  - 4 secondi posti
  - 1 terzo posto

#### Nor-Am Cup - vittorie
| Data            | Località | Paese  | Specialità |
| --------------- | -------- | ------ | ---------- |
| 9 febbraio 1998 | Panorama | Canada | DH         |

Legenda:

DH = discesa libera

### Campionati statunitensi
- 1 medaglia (dati dalla stagione 1994-1995):
  - 1 bronzo (discesa libera nel 1998)